# Francesc Dou
Francesc Dou (Bas, ? - Girona, 15 d'abril de 1673) fou bisbe de Girona. Natural de la vila de Bas del Vescomtat de Bas posseït pels Marquesos d'Aitona, arribà a ser catedràtic de teologia a la Universitat de Barcelona.
Fou mestre particular dels fills del Duc de Cardona. Fou rector o cura de l'església de Premià de Mar, fou també Ardiaca Major de la Catedral de Vic i d'aquesta dignitat fou traslladat a Ardiaca Major de la Catedral de Girona, on també fou canonge. Per la promoció de Josep de Ninot al bisbat de Lleida, la reina Marianna d'Àustria, llavors tutora del rei Carles II de Castella, el presentà per a ocupar aquest càrrec l'any 1668, prenent-ne possessió aquell mateix any essent consagrat a Tarragona de la mà de l'arquebisbe Juan Manuel de Espinosa, amb assistència dels bisbes Josep Fageda de Tortosa i Jaume de Copons, de Vic. Durant el seu episcopat millorà el palau episcopal. Emmalaltí el dia de Pasqua de Resurrecció de 1673, no podent dir el pontifical que feu el pare Roig i Jalpí que ja havia predicat la quaresma aquell any a la catedral. Se li donà el viàtic el dilluns 10 d'abril a les 9 del matí i rebé l'extremunció a dos quarts de vuit del vespre. Morí l'endemà a tres quarts de deu del matí. Deixà a l'església una imatge gran de plata de Nostra Senyora de la Concepció.